# Centrocalia
Centrocalia is een geslacht van spinnen uit de  familie van de Lamponidae.

## Soorten
- Centrocalia chazeaui Platnick, 2000
- Centrocalia lifoui (Berland, 1929)
- Centrocalia ningua Platnick, 2000